# Aki Lahtinen
Aki Lahtinen, född 31 oktober 1958 i Jyväskylä, är en finsk före detta fotbollsspelare. Han gjorde 56 landskamper för Finlands landslag och blev utsedd till årets spelare i Finland 1980 och 1981.

## Meriter
OPS
- Tipsligan: 1979, 1980